# Jamie Cudmore
Jamie Cudmore  (* 1978 in Winnipeg, Manitoba) ist ein ehemaliger kanadischer Rugbyspieler.

## Karriere
Cudmore begann seine Karriere beim Capilano RFC in British Columbia. Anschließend spielte er professionell in Wales für Llanelli und Llandovery sowie in Frankreich für Grenoble, Clermont und Oyonnax. Seine Teamkollegen nannten ihn „Cuddles“.
Cudmore debütierte 2002 für Kanada gegen die USA und nahm an den Rugby-Weltmeisterschaften 2003, 2007, 2011 und 2015 teil.
Am 29. Mai 2010 gewann Cudmores Team ASM Clermont Auvergne die Top-14-Meisterschaft durch einen 19:6-Sieg gegen USA Perpignan im Stade de France von Saint-Denis. Der Sieg markierte den ersten französischen Meistertitel in der Vereinsgeschichte.
Cudmore beendete seine Karriere zum Ende der Saison 2016/17.
Nach kritischen Posts in den sozialen Medien gegenüber der kanadischen 7er-Frauenrugbymannschaft wurde Cudmore von seiner Trainerposition bei Rugby Canada entbunden.